# ケチケメーティ・シャーンドル

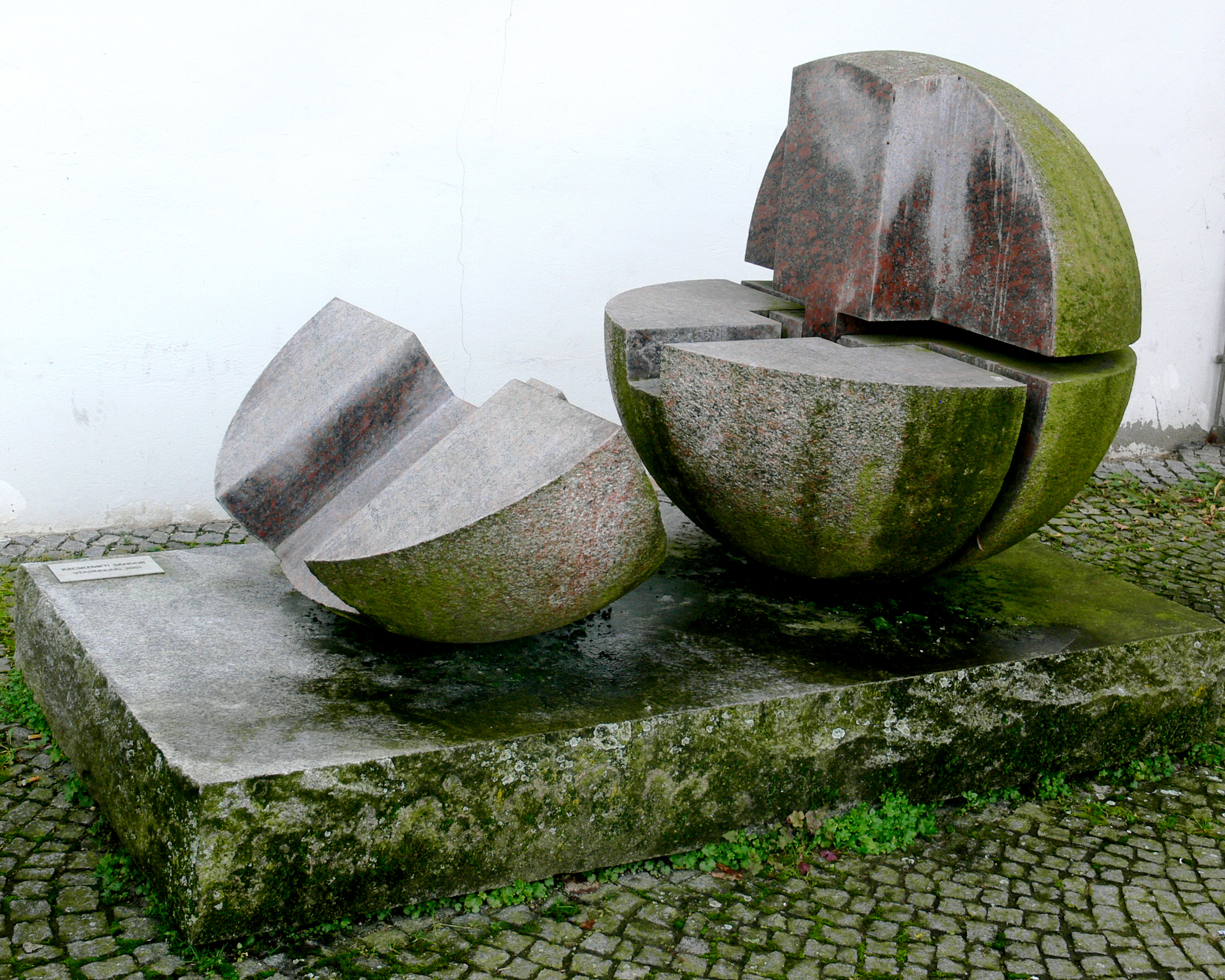
Kecskeméti Sándor

ケチケメーティ・シャーンドル（Kecskeméti Sándor [ˈkeʧkɛme̝ːtiˌʃɑ̈ːndor]、1947年4月21日 - ）は、ハンガリーの彫刻家。ベーケーシュ県ジュラ市出身。
日本ではシャンドール・ケチケメティという表記も見られる。

## 人物
モホリ＝ナジ芸術大学卒業。主に石彫刻や陶芸彫刻を作り、日本の滋賀県立陶芸の森には陶芸彫刻の作品が展示されている。